# Noorwegen op het Eurovisiesongfestival 1987
Noorwegen nam deel aan het Eurovisiesongfestival 1987 in Brussel (België). Het was de 27ste keer dat Noorwegen deelnam aan het Eurovisiesongfestival. NRK was verantwoordelijk voor de Noorse bijdrage voor de editie van 1987.

## Selectie procedure
Melodi Grand Prix 1987 was de televisieshow waarin de Noorse kandidaat werd gekozen voor het Eurovisiesongfestival 1987.
De MGP werd georganiseerd in Chateau Neuf, te Oslo. Tien liedjes deden mee in deze finale. De winnaar werd verkozen door 7 regionale jury's.
| Volgorde | Artiest                     | Lied               | Punten | Plaats |
| -------- | --------------------------- | ------------------ | ------ | ------ |
| 1        | Tor Endresen & Thowsen Band | "Hemmelig drøm"    | 27     | 9      |
| 2        | Egil Eldøen                 | "Til kvarandre"    | 13     | 10     |
| 3        | Kjersti Bergesen            | "Go-go"            | 54     | 3      |
| 4        | Sigvart Dagslund            | "I samme båt"      | 38     | 7      |
| 5        | Håkon Iversen               | "Mange millioner"  | 56     | 2      |
| 6        | Kate Gulbrandsen            | "Mitt liv"         | 60     | 1      |
| 7        | Olav Stedje                 | "Snurra på barten" | 40     | 5=     |
| 8        | Catwalk                     | "Dialog"           | 40     | 5=     |
| 9        | Finn Kalvik                 | "Malene"           | 42     | 4      |
| 10       | Frank Aleksandersen         | "Tru mæ"           | 36     | 8      |

## In Brussel
In België moest het Noorwegen optreden als eerste,  voor Israël. Na de stemming bleek dat Noorwegen de 9de plaats had gegrepen met 65 punten.
België had 7 punten over voor de Noorse inzending en Nederland 4 punten.

### Gekregen punten

#### Finale
| 12 punten | 10 punten                            | 8 punten                       | 7 punten                      | 6 punten      |
| --------- | ------------------------------------ | ------------------------------ | ----------------------------- | ------------- |
|           | - Zweden                             |                                | - België - Duitsland - Italië | - Zwitserland |
| 5 punten  | 4 punten                             | 3 punten                       | 2 punten                      | 1 punt        |
| - Finland | - Frankrijk - Nederland - Oostenrijk | - Cyprus - Denemarken - Spanje | - Ierland                     |               |

### Punten gegeven door Noorwegen

#### Finale
Punten gegeven in de finale:
| 12 punten | Joegoslavië |
| 10 punten | Finland     |
| 8 punten  | Ierland     |
| 7 punten  | Denemarken  |
| 6 punten  | Cyprus      |
| 5 punten  | België      |
| 4 punten  | IJsland     |
| 3 punten  | Duitsland   |
| 2 punten  | Israël      |
| 1 punt    | Frankrijk   |

1960 · 1961 · 1962 · 1963 · 1964 · 1965 · 1966 · 1967 · 1968 · 1969 · 1970 · 1971 · 1972 · 1973 · 1974 · 1975 · 1976 · 1977 · 1978 · 1979 · 1980 · 1981 · 1982 · 1983 · 1984 · 1985 · 1986 · 1987 · 1988 · 1989 · 1990 · 1991 · 1992 · 1993 · 1994 · 1995 · 1996 · 1997 · 1998 · 1999 · 2000 · 2001 · 2002 · 2003 · 2004 · 2005 · 2006 · 2007 · 2008 · 2009 · 2010 · 2011 · 2012 · 2013 · 2014 · 2015 · 2016 · 2017 · 2018 · 2019 · 2020 · 2021 · 2022 · 2023 · 2024 · 2025